# Instituto de Cultura e Arte da Universidade Federal do Ceará
Instituto de Cultura e Arte da Universidade Federal do Ceará (ICA) é uma unidade acadêmica da Universidade Federal do Ceará. Criado em 2003, como órgão administrativo para congregar e gerenciar os equipamentos culturais da Universidade Federal do Ceará - UFC, o Instituto de Cultura e Arte – ICA foi, em 28 de junho de 2008 transformado em unidade acadêmica. Apenas do ano de 2013, o Instituto de Cultura e Arte da UFC (que antes funcionava no Campus Benfica, na tradicional Avenida de Universidade), passou a funcionar no Campus do Pici, assim congregando os cursos de graduação em Comunicação Social (habilitações em Jornalismo e Publicidade e Propaganda), Design e Moda, Filosofia e Música; e os programas de pós-graduação em Comunicação e Filosofia; a estes se somaram, em seguida, os cursos recém-criados de Teatro, Cinema e Audiovisual, Dança e Gastronomia. Tal ação alterou a estrutura departamental vigente, possibilitando visão diferenciada de organização e da gestão acadêmica. A nova estrutura, portanto, segue a política educacional do Governo Federal, de forte tendência inclusiva, demarcada por processos de expansão instituídos com o aporte de recursos oriundos do Programa de estruturação e Expansão das Universidades Federais (REUNI), passando a desenvolver plenamente atividades de ensino, pesquisa e extensão.
A estrutura didático-administrativa do ICA, assim como a do Instituto de Ciências do Mar, não é composta por departamentos, mas por cursos de graduação e pós-graduação. 

## Ensino
O ICA conta com nove cursos de graduação e três cursos de pós-graduação.

### Graduação
- Cinema e Audiovisual
- Dança
- Design de moda
- Filosofia
- Gastronomia
- Jornalismo
- Música
- Publicidade e Propaganda
- Teatro

### Pós-graduação
- Artes (Mestrado)
- Filosofia (Mestrado e Doutorado)
- Comunicação (Mestrado e Doutorado)

## Pesquisa
- Laboratório de Pesquisas Filosóficas
- Laboratório de Estética - GESTA
- Mathésis
- Laboratório de Estudos Clássicos
- Laboratório de Ética e Filosofia Política
- Laboratório de Filosofia Analítica e Epistemologia
- Laboratório Scriptum
- Grupo de Estudos da Imagem Técnica - GEIT
- Laboratório de Investigação em Corpo, Comunicação e Arte - LICCA
- Laboratório de Pesquisa da Relação Infância, Juventude e Mídia - LabGRIM
- LIGA Experimental de Comunicação
- Grupo de Pesquisa sobre Identidade, Televisão e Cultura - GEITEC
- Laboratório de Estudos e Experimentação em Audiovisual
- Coletivo de Pesquisas Estéticas em Cinema e Audiovisual - cOaLHO
- Grupo de Estudos Deleuze e Guattari - GEDEG